# Schmalhausenia nidulans
Schmalhausenia es un género monotípico con dos especies descritas y solo una aceptada de plantas con flores perteneciente a la familia de las asteráceas. Su única especie Schmalhausenia nidulans, es originaria de Asia Central.

## Descripción
Es una nierba que alcanza un tamaño de 25 cm de altura. Tiene un tallo solitario, erguido, grueso, hueco, no ramificado con telarañas como fieltro, la base cubierta con pecíolo permanece. Las hojas con color, verde blanco o grisáceo, densamente con vellosidades. Hojas basales pecioladas; la lámina de la hoja elíptica  oblanceolada, de 35-40 × 10-14 cm; con el último lóbulo lanceolado, ápice estrechadose. Las caulinarias son similares pero sésiles, más pequeñas, a veces angostamente elípticas. Capítulos 5-10. Involucro 2,2-4 cm de diámetro. Filarios en 3 o 4 filas, estrechamente lanceolados, ápice estrechado en una columna subulada larga. Corola de color púrpura. El fruto es un aquenio de 5 mm, arrugadas, las costillas se prolonga en un pequeño diente. Vilano con cerdas de color marrón, de 1,3 cm, desigual. Fl. y fr. julio-septiembre.

## Distribución
Se distribuye a una altitud de 3600 metros en Xinjiang y Kazajistán.

## Taxonomía
Schmalhausenia nidulans fue descrita por (Regel) Petr. y publicado en Allegmeine Botanische Zeitschrift für Systematik, Floristik, Pflanzengeographie 20: 117. 1914.
Sinonimia
- Arctium eriophorum (Regel & Schmalh.) Kuntze
- Carduus horridus (Rupr.) B.Fedtsch.
- Cirsium nidulans Regel	basónimo
- Cousinia eriophora Regel & Schmalh.
- Jurinea horrida Rupr.
- Schmalhausenia eriophora (Regel & Schmalh.) C.Winkl.[4]